# C2HNO
化学式C2HNO（摩尔质量：55.04 g/mol）可以指：
- 甲酰氰，CAS号：4471-47-0
- 亚硝基乙炔，CAS号：81619-69-4

|  | 这个同类索引页列出了具有相同分子式的化学物（即同分異構體）条目。 除非您是有意链接至本页，否则应将相应条目的内部链接指向正确的条目。 |